# Жумберак (Хорватия)
Жумберак (хорв. Žumberak) — община в Хорватии, входит в Загребскую жупанию. Расположена недалеко от границы со Словенией. Община включает 35 населённых пунктов. По данным 2001 года, в ней проживало 1185 человек. Общая площадь общины составляет 110 км².

## История
В самом начале XVI века в Жумбераке появилась диаспора сеньских ускоков, которые сохраняли ускокское имя вплоть до ликвидации Военной Границы. А после падения хорватской крепости Клис в 1537 г., сюда же переселился дворянский род Делишимуновичей (варианты транскрипций: Delišimunović, Delisimonovich, Dellisimunovich, Delljsimonovich, Dellissimunovich). Его мужские представители также служили на Военной Границе.